# Cristian Benítez
Cristian Benítez (Quito, 1 mei 1986 – Doha, 29 juli 2013) was een Ecuadoraans profvoetballer. Hij kwam onder andere uit voor Santos Laguna, Birmingham City FC en Club América. Zijn vader Hermen Benítez was eveneens profvoetballer en kwam ook uit voor het Ecuadoraans voetbalelftal.

## Clubcarrière
Benítez was een aanvaller die zijn jeugdopleiding kreeg bij Club Deportivo El Nacional in Ecuador. In 2004 debuteerde hij in de hoofdmacht en in 2005 en 2006 werd hij kampioen met deze club. Hoewel hij met verschillende Europese clubs in verband werd gebracht, vertrok hij in de zomer van 2007 naar Mexico om te gaan voetballen bij Santos Laguna.
In 2009 was hij dicht bij een overgang naar Birmingham City FC, toen bij een medische controle knieproblemen aan het licht kwamen. De Engelse club besloot hem niet over te nemen, maar te huren met een optie om Benítez een jaar later alsnog te contracteren. Deze optie werd niet gelicht en Benítez keerde terug naar Santos Laguna. In 2011 stapte hij over naar Club América, waar hij in twee seizoenen 52 keer scoorde in 79 wedstrijden. Op 6 juli 2013 tekende hij een contract bij El Jaish SC uit Qatar waarvoor hij op 28 juli debuteerde in de Sjeik Jassem-Cup.

## Interlandcarrière
Benítez speelde zijn eerste interland op 18 augustus 2005 tegen Venezuela. In 2006 maakte hij deel uit van de selectie voor het WK voetbal waar hij eenmaal in actie kwam: in de met 3-0 verloren groepswedstrijd tegen gastland Duitsland. De laatste wedstrijd die hij voor zijn dood speelde vond plaats op 8 juni 2013, tegen Peru. Benítez speelde 58 interlands, waarin hij vierentwintig keer tot scoren kwam. Hij is derde op de eeuwige topscorerslijst van het Ecuadoraanse elftal.
| Interlands van Cristian Benítez voor Ecuador | Interlands van Cristian Benítez voor Ecuador | Interlands van Cristian Benítez voor Ecuador | Interlands van Cristian Benítez voor Ecuador | Interlands van Cristian Benítez voor Ecuador | Interlands van Cristian Benítez voor Ecuador |
| №                                            | Datum                                        | Wedstrijd                                    | Uitslag                                      | Competitie                                   | Goals                                        |
| -------------------------------------------- | -------------------------------------------- | -------------------------------------------- | -------------------------------------------- | -------------------------------------------- | -------------------------------------------- |
| 1                                            | 18 Aug 2005                                  | Ecuador – Venezuela                          | 3–1                                          | Vriendschappelijk                            |                                              |
| 2                                            | 29 Dec 2005                                  | Oeganda – Ecuador                            | 2–1                                          | Vriendschappelijk                            |                                              |
| 3                                            | 01 Mar 2006                                  | Nederland – Ecuador                          | 1–0                                          | Vriendschappelijk                            |                                              |
| 4                                            | 25 May 2006                                  | Ecuador – Colombia                           | 1–1                                          | Vriendschappelijk                            |                                              |
| 5                                            | 20 Jun 2006                                  | Ecuador – Duitsland                          | 0–3                                          | WK-eindronde                                 |                                              |
| 6                                            | 06 Sep 2006                                  | Ecuador – Peru                               | 1–1                                          | Vriendschappelijk                            |                                              |
| 7                                            | 24 May 2007                                  | Ierland – Ecuador                            | 1–1                                          | Vriendschappelijk                            |                                              |
| 8                                            | 03 Jun 2007                                  | Ecuador – Peru                               | 1–2                                          | Vriendschappelijk                            |                                              |
| 9                                            | 06 Jun 2007                                  | Ecuador – Peru                               | 2–0                                          | Vriendschappelijk                            |                                              |
| 10                                           | 27 Jun 2007                                  | Ecuador – Chili                              | 2–3                                          | Copa América                                 |                                              |
| 11                                           | 01 Jul 2007                                  | Ecuador – Mexico                             | 1–2                                          | Copa América                                 |                                              |
| 12                                           | 04 Jul 2007                                  | Brazilië – Ecuador                           | 1–0                                          | Copa América                                 |                                              |
| 13                                           | 22 Aug 2007                                  | Ecuador – Bolivia                            | 1–0                                          | Vriendschappelijk                            |                                              |
| 14                                           | 08 Sep 2007                                  | Ecuador – El Salvador                        | 5–1                                          | Vriendschappelijk                            |                                              |
| 15                                           | 12 Sep 2007                                  | Honduras – Ecuador                           | 2–1                                          | Vriendschappelijk                            |                                              |
| 16                                           | 13 Oct 2007                                  | Ecuador – Venezuela                          | 0–1                                          | WK-kwalificatie                              |                                              |
| 17                                           | 17 Oct 2007                                  | Brazilië – Ecuador                           | 5–0                                          | WK-kwalificatie                              |                                              |
| 18                                           | 17 Nov 2007                                  | Paraguay – Ecuador                           | 5–1                                          | WK-kwalificatie                              |                                              |
| 19                                           | 21 Nov 2007                                  | Ecuador – Peru                               | 5–1                                          | WK-kwalificatie                              |                                              |
| 20                                           | 15 Jun 2008                                  | Argentinië – Ecuador                         | 1–1                                          | WK-kwalificatie                              |                                              |
| 21                                           | 18 Jun 2008                                  | Ecuador – Colombia                           | 0–0                                          | WK-kwalificatie                              |                                              |
| 22                                           | 20 Aug 2008                                  | Colombia – Ecuador                           | 0–1                                          | Vriendschappelijk                            |                                              |
| 23                                           | 06 Sep 2008                                  | Ecuador – Bolivia                            | 3–1                                          | WK-kwalificatie                              |                                              |
| 24                                           | 12 Oct 2008                                  | Ecuador – Chili                              | 1–0                                          | WK-kwalificatie                              |                                              |
| 25                                           | 14 Oct 2008                                  | Ecuador – Chili                              | 1–0                                          | Vriendschappelijk                            |                                              |
| 26                                           | 29 Mar 2009                                  | Ecuador – Brazilië                           | 1–1                                          | WK-kwalificatie                              |                                              |
| 27                                           | 01 Apr 2009                                  | Ecuador – Paraguay                           | 1–1                                          | WK-kwalificatie                              |                                              |
| 28                                           | 05 Sep 2009                                  | Colombia – Ecuador                           | 2–0                                          | WK-kwalificatie                              |                                              |
| 29                                           | 09 Sep 2009                                  | Bolivia – Ecuador                            | 1–3                                          | WK-kwalificatie                              |                                              |
| 30                                           | 10 Oct 2009                                  | Ecuador – Uruguay                            | 1–2                                          | WK-kwalificatie                              |                                              |
| 31                                           | 14 Oct 2009                                  | Chili – Ecuador                              | 1–0                                          | WK-kwalificatie                              |                                              |
| 32                                           | 08 Oct 2010                                  | Ecuador – Colombia                           | 0–1                                          | Vriendschappelijk                            |                                              |
| 33                                           | 12 Oct 2010                                  | Ecuador – Polen                              | 2–2                                          | Vriendschappelijk                            |                                              |
| 34                                           | 08 Jun 2011                                  | Ecuador – Griekenland                        | 1–1                                          | Vriendschappelijk                            |                                              |
| 35                                           | 03 Jul 2011                                  | Paraguay – Ecuador                           | 0–0                                          | Copa América                                 |                                              |
| 36                                           | 09 Jul 2011                                  | Venezuela – Ecuador                          | 1–0                                          | Copa América                                 |                                              |
| 37                                           | 13 Jul 2011                                  | Brazilië – Ecuador                           | 4–2                                          | Copa América                                 |                                              |
| 38                                           | 07 Oct 2011                                  | Ecuador – Venezuela                          | 2–0                                          | WK-kwalificatie                              |                                              |
| 38                                           | 15 Nov 2011                                  | Ecuador – Peru                               | 2–0                                          | WK-kwalificatie                              |                                              |
| 39                                           | 10 Jun 2012                                  | Ecuador – Colombia                           | 1–0                                          | WK-kwalificatie                              |                                              |
| 40                                           | 11 Sep 2012                                  | Uruguay – Ecuador                            | 1–1                                          | WK-kwalificatie                              |                                              |

## Overlijden
Benítez overleed kort na zijn overgang naar El Jaish op 27-jarige leeftijd aan de gevolgen van een blindedarmontsteking. De blindedarmontsteking leidde tot buikvliesontsteking, waarna Benítez een hartstilstand kreeg.

## Stadion
Het stadion van Club Deportivo River Ecuador, een club uit de hoogste afdeling in Ecuador, is vernoemd naar Benítez: het Estadio Christian Benítez Betancourt, dat plaats biedt aan 10.150 toeschouwers.

## Erelijst
El Nacional
- Campeonato Ecuatoriano

2005 (C), 2006